# 나가이 슌타
나가이 슌타(일본어: 永井 俊太, 1982년 7월 12일 ~ )는 일본의 전 축구 선수이다.

## 구단 경력
과거 가시와 레이솔, 미토 홀리호크, 에히메 FC에서 활동하였다.

## 국가대표팀 경력
그는 2001년 FIFA 세계 청소년 축구 선수권 대회에 참가할 일본 U-20 국가대표팀에 선발되었으나 경기에 출전하지는 못하였다.